# Goioerê
Goioerê est une ville brésilienne localisée dans la région Centre-Ouest de l'État du Paraná, proche de Campo Mourão et Umurama. C'est une ville d'urbanisation récente.

## Géographie
Goioerê est localisée dans la région nord-ouest de l'État du Paraná, proche des villes de Campo Mourão et Umuarama et à 530 km de Curitiba, la capitale de l'État. Ses coordonnées géographiques sont : 24° 11′ 06″ S, 53° 01′ 40″ O.

## Climat
Climat subtropical humide, avec des étés chauds et des hivers tempérés (givres peu fréquents). Les pluies tombent surtout durant les  mois d'été, mais sans saison définie. La moyenne des températures du mois le plus chaud est d'environ 29 °C et celle du mois le plus froid est inférieure à 12 °C.

## Démographie
En 1975, la ville a atteint sa population maximale, quand IBGE a enregistré une population de 100 360 habitants, grâce principalement à la culture du coton : à l'époque, Goioerê était connue au Brésil comme la « Capitale du coton brésilien ». Avec la fin de la plantation du coton dans les années 1990 et avec l'émancipation de ses districts, la ville a perdu des habitants, et ne dépasse aujourd'hui (2007) pas des 30 000 habitants. La densité démographique de la ville est de 48,0 habitants par km2. La région de Goioerê présente grande influence d'immigrés italiens, espagnols, japonais, allemands, mélangés à autres groupes, dont des Portugais, Polonais, indigènes et d'origine africaine.

## Maires
| Période | Période | Identité   | Étiquette | Qualité |
| ------- | ------- | ---------- | --------- | ------- |
| 2009    | 2012    | Beto Costa | PDT       |         |

## Stade
Le stade António Massarelli possède une capacité de 5 000 personnes, et c'est l'un des plus importants de la région. Le club de Goioerê a été champion de la seconde division du Paraná en 1990. Celui-ci a été le club le plus traditionnel de Goioerê pendant de nombreuses années, mais les dettes du football professionnel ont apporté des problèmes financiers qui ont ébranlé sa structure. Aujourd'hui la ville a un autre club, le Sport Club Goioerê, fondé le 20 janvier de 2005 et qui dispute des tournois amateurs régionaux.

## Enseignement supérieur
La ville accueille le campus régional de Goioerê qui est une extension de l'Université de l'État de Maringá, qui a été créé à Goioerê le 10 août 1991, un important centre académique qui abrite deux sections : ingénierie textile et licence complète en Sciences ; c'est le meilleur cours d'ingénierie textile du Brésil.

## Tourisme
La ville a comme principaux points touristiques : la place de l'église de Goioerê, Notre Dame des Chandelles. À l'époque de Noël, de nombreux touristes de la région viennent voir les animations consistant en effets lumineux, sonores et mouvements de l'eau. L'église Nôtre Dame des Chandelles, avec ses vitraux qui comptent l'histoire de Jésus Christ, et son clocher de plus de 25 m de haut, qui est décoré spécialement à Noël. Le parc écologique, avec plusieurs animaux et chemins de promenade ; le parc du peuple avec des chemins de randonnée, etc ; le monument du Christ Rédempteur, haut de 7,5 m et construit en hommage à la Paroisse du Christ Rédempteur ; et plusieurs autres sites attrayants.

## Éducation
Enseignement public
La ville compte quatre collèges, un CEEBEJA, et quatre écoles primaires.
Enseignement privé
La ville possède quatre écoles privées (du préscolaire au secondaire).